# Oberösterreichisches Volksblatt
Das Oberösterreichische Volksblatt (abgekürzt Oö. Volksblatt, bis September 2018 Neues Volksblatt) war eine christlichsoziale Tageszeitung im Besitz der Oberösterreichischen Volkspartei. Sie erschien täglich von Montag bis Samstag in der oberösterreichischen Landeshauptstadt Linz und bediente mit ihrer Berichterstattung das Bundesland Oberösterreich sowie Teile Niederösterreichs, Salzburgs und Wiens.

## Geschichte

### 1869 bis 1945
Die Zeitung wurde mit 2. Jänner 1869 als Linzer Volksblatt vom Katholischen Pressverein der Diözese Linz ins Leben gerufen. Sie ist damit die drittälteste noch bestehende Tageszeitung Österreichs und die älteste in Oberösterreich. Das Volksblatt wurde als Sprachrohr des Linzer Bischofs Franz Joseph Rudigier (1811–1884) in der publizistischen Auseinandersetzung mit dem Deutschliberalismus und dessen 1865 etablierter Linzer Tages-Post gegründet. Von 1869 bis 1903 hatte die Zeitung ihren Sitz in jenem Haus in der Rathausgasse 5, in dem während seiner Linzer Jahre (1612–1626) der berühmte Astronom Johannes Kepler gelebt hatte.
Einer der prominentesten „Volksblatt“-Leser war der Wiener Dichter Hugo von Hofmannsthal (1874–1929), Mitbegründer der Salzburger Festspiele und Verfasser des seither dort aufgeführten Mysterienspiels Jedermann. Aus der Sommerfrische in Bad Fusch (Salzburg) schrieb der angehende Lyriker und Dramatiker etwa am 13. Juli 1891 an seinen Kollegen Arthur Schnitzler: „Ich lese Homer, Maupassant, das Linzer Volksblatt, Eichendorff ...“ Und noch am 18. Juli 1915 schickte Hofmannsthal aus Bad Aussee dem deutschen Insel-Verlag Unterlagen für die Bewerbung der „Österreichischen Bibliothek“, deren Herausgeber er war; auf einer Liste der „oesterr. Provinzjournale“ bezeichnete er darin „die wichtigsten mit x“, und da ist das Linzer Volksblatt selbstverständlich dabei.
In der Nacht vom 11. auf den 12. März 1938 stürmten die Nationalsozialisten die Redaktionsräume der Zeitung. Nach dem Anschluss Österreichs an Hitlerdeutschland wurde das Linzer Volksblatt mit 30. Juni 1938 von den neuen Machthabern zwangseingestellt. Den Verlag und die Druckerei musste der Katholische Pressverein gegen einen Bruchteil des tatsächlichen Wertes an den Berliner NS-Verlag „Die Standarte“ abtreten. Der innenpolitische Redakteur wurde inhaftiert, einige Zeit davon im KZ.

### 1945 bis 2024
Am 8. Oktober 1945 wurde das Blatt wiedergegründet und bis 1950 als Parteizeitung an die oberösterreichische Volkspartei verpachtet. Danach wurde das Volksblatt wieder als regionale christliche Tageszeitung vom Katholischen Preßverein herausgegeben. In diesen Nachkriegsjahren avancierte es zu einer beliebten Publikationsplattform für junge Autoren. So erschien am 7. Dezember 1946 die erste literarische Veröffentlichung der österreichischen Schriftstellerin Marlen Haushofer (1920–1970), noch unter dem Namen Helene Haushofer, im Volksblatt: die Erzählung „Die blutigen Tränen“. 1953/54 publizierte der junge Dichter Thomas Bernhard (1931–1989) ebenfalls im Wochenend-Feuilleton des Volksblattes mehrere frühe literarische Texte, darunter erstmals und bis heute exklusiv das Gedicht „Januar“ (am 5. Jänner 1954) und die Erzählung „Der Untergang des Abendlandes“ (am 17. Juli 1954); in Zweitabdruck erschienen die Erzählungen „Von sieben Tannen und vom Schnee. Eine märchenhafte Weihnachtsgeschichte“ (24. Dezember 1953, Wiederabdruck am 22. Dezember 2007) und „Das Armenhaus von St. Laurin oder die Welt vor der Tür“ (13. März 1954, Wiederabdruck: 5. Jänner 2007).
1971 kaufte die oberösterreichische ÖVP das Volksblatt schließlich vom damaligen Eigentümer Oberösterreichischer Landesverlag, um seine Umwandlung in eine Regionalausgabe der Grazer Kleinen Zeitung zu verhindern. Im selben Jahr wurde die Oberösterreich- um eine Niederösterreich-Ausgabe erweitert. Nach der Einstellung dieses Niederösterreichischen Volksblattes wurde das bisherige Linzer Volksblatt mit 28. September 1974 in Neues Volksblatt umbenannt, da es nunmehr neben den OÖ- auch einige NÖ-Seiten enthielt. Die Auflage stieg Anfang der 1970er-Jahre auf eine Rekordhöhe von rund 50.000 Exemplaren, die Reichweite auf etwa 125.000 Leser. Seit der Umstellung von Groß- auf Kleinformat 1993 bestand weiters bis 2005 eine Kooperation mit der Salzburger Volkszeitung. Das Volksblatt erschien 2008 durchgehend vierfarbig in einer Auflage von rund 22.000 Exemplaren (Stand 2013), am Wochenende ergänzt durch ein Samstag-Magazin.
Mitte September 2018 wurde die Zeitung – einhergehend mit einem Re-Branding – auf den aktuellen Namen Oberösterreichisches Volksblatt umbenannt.
Das Oö. Volksblatt war Gesellschafter von Life Radio (13,2982 Prozent), Genossenschafter der Austria Presse Agentur, Mitglied des Verbands österreichischer Zeitungen (VÖZ) und dem Ehrenkodex für die österreichische Presse verpflichtet.
Im September 2023 wurde bekannt, dass die letzte gedruckte Ausgabe am 30. Dezember 2023 erscheinen soll. Ab Jänner 2024 erschien nur noch ein Online-Angebot. Im November 2024 wurde bekannt, dass auch das Onlineportal per 1. Jänner 2025 eingestellt wird, zumal eine Positionierung am Markt nicht gelungen sei.

### Bezeichnungen
- 1869–1906 Linzer Volksblatt für Stadt und Land
- 1907–1938 Linzer Volksblatt
- 1945–1974 Linzer Volksblatt
- 1974–2018 Neues Volksblatt
- 2018–2024 Oberösterreichisches Volksblatt

## Schriftleiter, Chefredakteure
Bis 1938 bekleideten ausschließlich katholische Geistliche das Amt des Chefredakteurs.
- 1. Michael Dörr (1869–1870)
- 2. Johann Faigl (1870–1871)
- 3. G. Strigl (1871–1873)
- 4. Adolf Schmuckenschläger (1873–1875)[6]
- 5. Anton Stára (1875–1876)
- 6. Friedrich Scheibelberger (1876–1880)
- 7. Johann Hauser (1880–1902)
- 8. Heinrich Binder (1902–1925)[7]
- 9. Josef Danzer (1925–1937)[8]
- 10. Franz Baldinger (1937–1938)

Die letzte Ausgabe vor dem Zweiten Weltkrieg erschien am 30. Juni 1938. Die erste Nachkriegs-Ausgabe erschien am 8. Oktober 1945.
- 11. Gustav Putz (1945–1950)[9]
- 12. Alfred Lahner (1950–1961)[10]
- 13. Harry Slapnicka (1961–1970)
- 14. Peter Klar (1971–1995)
- 15. Kurt Horwitz (1995–1997)
- 16. Franz Rohrhofer (1997–2004)
- 17. Werner Rohrhofer (2004–2013)
- 18. Christian Haubner (2013–2022)[11]
- 19. Roland Korntner (2022–2024)

## Finanzierung durch das Land Oberösterreich
Im Juni 2024 wurde bekannt, dass die oberösterreichische Landesregierung und ihre Unternehmen dieser ÖVP-Parteizeitung allein in den ersten fünf Monaten des Jahres 295.000 Euro in Form von Anzeigen zugeschanzt hatte, obwohl diese nur mehr monatlich erscheint: „Die ÖVP füttert eine Zeitung mit öffentlichen Geldern. Eine Zeitung, die der ÖVP gehört“, schrieb die Wiener Zeitung.
Bereits im Jahr 2016 hatte es Berichte über solche Anzeigengeschäfte gegeben. Damals sagte der Medienökonom Matthias Karmasin: „Das Hauptproblem ist, dass hier Steuergeld in eine im Eigentum einer Partei stehende Mediengruppe umgeleitet wird, und zwar ohne Mediadaten, die diese Zahlungen rechtfertigen würden.“

## Bekannte (frühere) Mitarbeiter
- Werner Rohrhofer (* 1949), Chefredakteur 2004–2013
- Franz Rohrhofer (* 1938), Chefredakteur 1997–2004
- Peter Klar (1932–2023), Chefredakteur 1971–1995
- Harry Slapnicka (1918–2011), Chefredakteur 1961–1970, Historiker
- Hubert Feichtlbauer (1932–2017), später Chefredakteur „Kurier“
- Rupert Gottfried Frieberger (1951–2016), Komponist und Musikkritiker
- Fridolin Dallinger (1933–2020), Komponist und Musikkritiker